# Carlo Ottavio Castiglioni

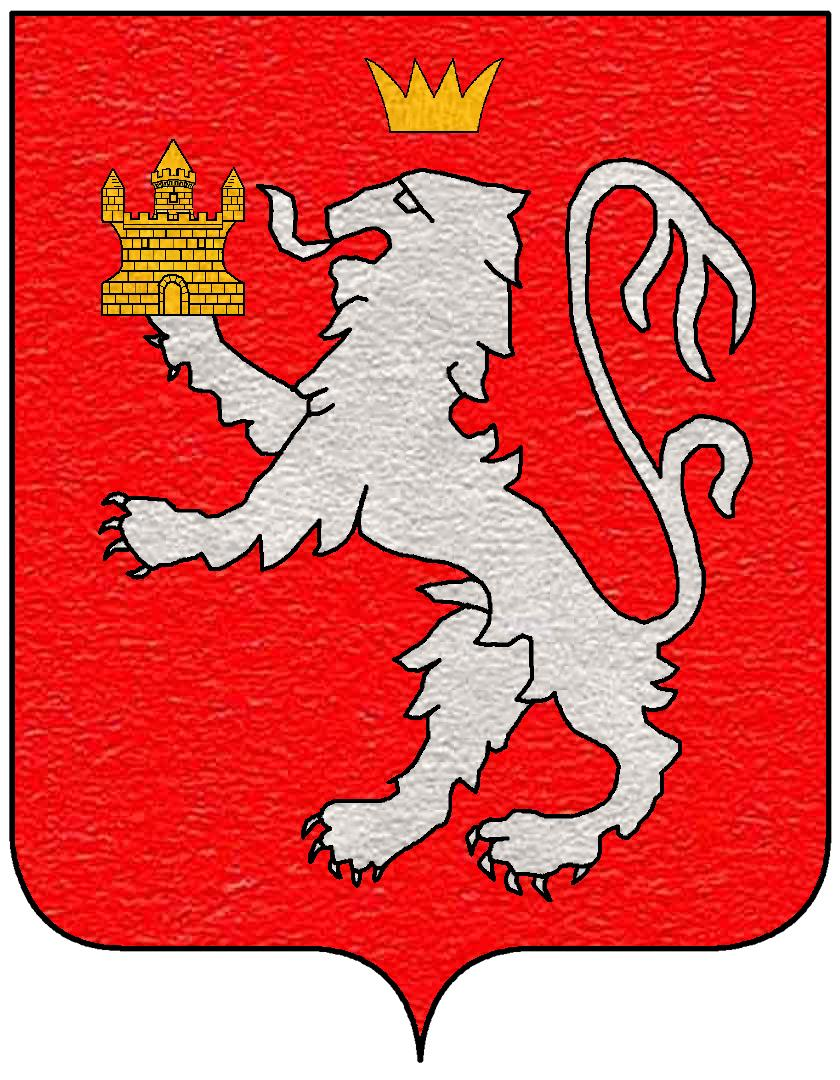
Stemma dei Castiglione

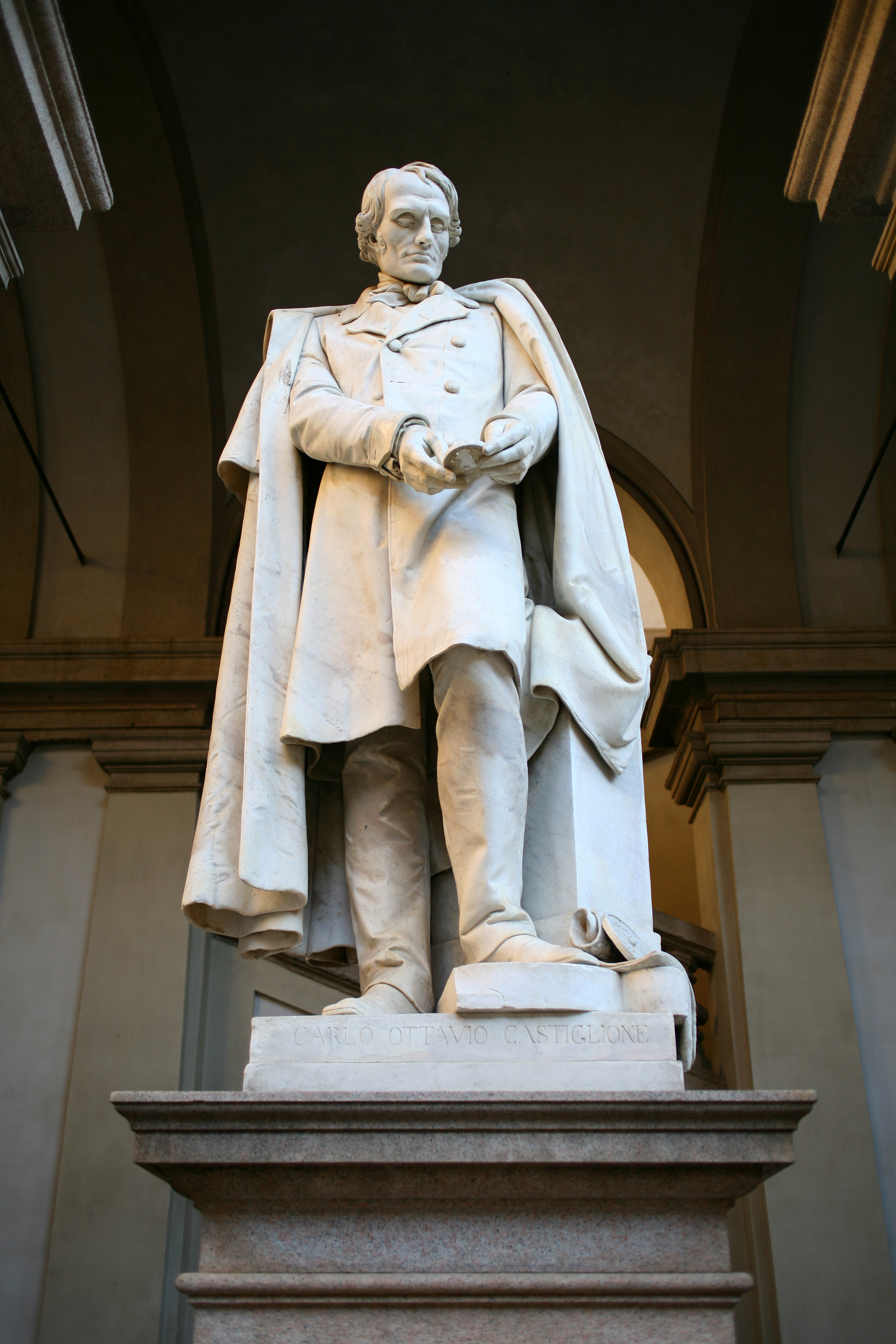
Milano, monumento a Carlo Ottavio Castiglioni.

Il conte Carlo Ottavio Castiglioni o Castiglione (Milano, 1784 – Cornigliano, 10 aprile 1849) è stato un filologo, orientalista e numismatico italiano.

## Biografia
Nato da un'antica famiglia, era discendente di Baldassarre Castiglione (1478-1529), autore del trattato Il Cortegiano, e figlio del conte Alfonso. Fin da giovane dimostrò notevole attitudine per le lingue e la numismatica, e raggiunse rapidamente la padronanza di quasi tutte le lingue indoeuropee e semitiche. Nel 1819 pubblicò una descrizione delle monete cufiche nel Gabinetto di Brera di Milano, sotto il titolo Monete cufiche del museo di Milano.
La maggior parte dei suoi lavori trattano le lingue arabe e altre lingue orientali, anche se i suoi contributi non si limitarono a questi campi (sono note, tra l'altro, le sue non superficiali competenze nell'ambito della paleoslovenistica).
Il suo lavoro principale riguardo alle lingue orientali è intitolato Mémoire géographique et numismatique sur la partie orientale de la Barbarie appelée Afrikia par les Arabes, suivi de recherches sur les Berbères atlantiques (Milano, 1826). In quest'opera, che consacrò la sua reputazione, si cimentò nell'impresa di accertare l'origine e la storia delle città della Barberia i cui nomi possono essere trovati su antiche monete arabe.
Al di fuori dell'Italia è principalmente noto per aver curato l'edizione, a partire dal 1819, di alcuni frammenti della Bibbia di Ulfila, traduzione gotica delle Sacre Scritture, frammenti scoperti nel 1817 da Angelo Mai fra i palinsesti della Biblioteca Ambrosiana. Inizialmente Castiglioni riportò alcuni campioni in collaborazione col cardinale, e in vari momenti successivi pubblicò per proprio conto un buon numero di frammenti delle Epistole di San Paolo.
Il 3 dicembre 1829 divenne socio dell'Accademia delle scienze di Torino.
Nel 1829 pubblicò la versione gotica della Seconda lettera ai Corinzi, cui seguirono successivamente, sempre in gotico, la Lettera ai Romani, la Prima lettera ai Corinzi, e la Lettera agli Efesini nel 1834, le Lettera ai Galati, Lettera ai Filippesi, e Prima lettera ai Tessalonicesi nel 1835, e infine la Seconda lettera ai Tessalonicesi nel 1839. Oltre a ciò, scrisse numerosi saggi non pubblicati di linguistica.
Morì a Cornigliano, presso Genova, nel 1849. La storia della sua vita fu raccolta dal linguista Bernardino Biondelli (1804-1886), che la pubblicò a Milano nel 1856. Nel 1855 a memoria del Castiglione fu eretta nel cortile d'onore del palazzo di Brera una statua di marmo scolpita da Antonio Galli.